# Bill Youngman

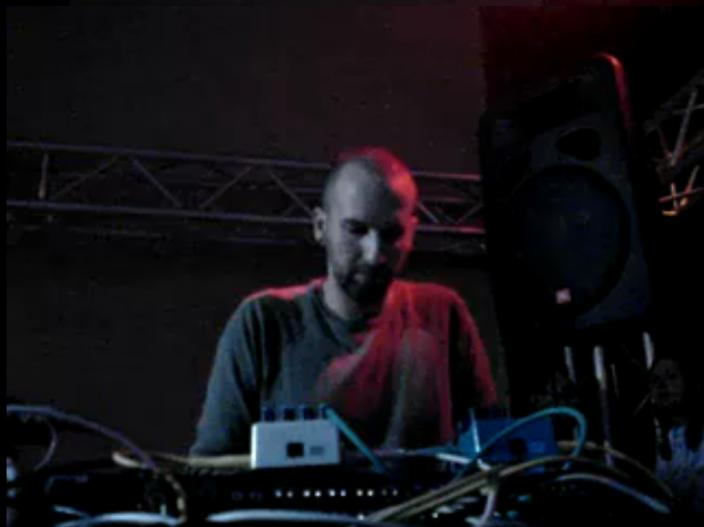
Bill Youngman im Triebwerk in Dresden 2009

Bill Youngman ist ein Liveact, MC und Produzent der elektronischen Musikszene. Seine Wurzeln liegen in New York und er lebt  in Berlin. Er bringt seit 1996 eigene Produktionen auf verschiedenen bekannten Labels (Tresor, Scandinavia, u. v. m.) heraus und bildet mit dem Künstler Neil Landstrumm den Liveact The Destroias.

## Leben
Bill Youngman hatte mehrere Jahre klassischen Gitarrenunterricht und war als Jazzmusiker tätig, bevor er 1994 zum ersten Mal selbst, inspiriert durch Acid, Drum and Bass und Hip-Hop, elektronische Musik produzierte. 1995 lernte er den Produzenten John Selway von Serotonin Records kennen, für den er auf dem gleichnamigen Label ein Jahr später seine erste EP mit dem Titel Electro Step veröffentlichte. Seitdem war er auch auf mehreren Veranstaltungen in New York und Umkreis zu sehen. Er veröffentlichte eine weitere EP und mehrere Tracks auf Compilations, die ebenfalls auf Serotonin Rec. erschienen. Nebenbei war er als Produzent für ein Album der Band Hoodwing tätig, das auf dem bekannten Label Mute Records veröffentlicht wurde, das auch unter anderem Produktionen von Depeche Mode und Moby veröffentlicht. 1998 lernte er den bekannten Technoproduzenten und Inhaber von Scandinavia Records Neil Landstrumm kennen. Die beiden tauschten ein paar Titel aus, daraus entstand die erste EP auf Scandinavia (Zooted EP), die in ihren Tracks den Sound des Labels verkörperte. Die EP Badbox erschien dann ein Jahr darauf auf demselben Label. Seit diesem Jahr arbeitete er weiterhin viel mit Neil Landstrumm zusammen und bildete zwischen 2000 und 2005 den Liveact The Destroyaz, mit dem sie auch international in Clubs und auf Festivals spielten. 2001 zog er von New York nach Berlin und war bis zu dessen Schließung ein regelmäßiger Act im ehemaligen Berliner Tresor auf der Leipziger Straße und arbeitet seitdem mit vielen bekannten Musikern wie Cristian Vogel, Jamie Lidell oder Tobias Schmidt zusammen. Im Jahr 2002 veröffentlichte Bill Youngman eine EP unter dem Namen Audible auf dem Label DC Records. Das Album besteht im Gegensatz zum sonstigen Stil aus Downtempo und Funkelementen. Ein Jahr später produzierte er als Audible zusammen mit dem Rapper Carpetface eine Hip-Hop-EP.

## Musikstil
Die Musik von Bill Youngman lässt sich dem Techno zuordnen, aber die Stilelemente zerschmelzen dabei stark. Seine Musik zeichnet sich durch sehr Schlagzeug- und Percussionlastigen düsteren experimentellen Sound aus. Er bedient sich des Acid, Technos, Drum and Bass, Detroit, Minimal und des Miami Bass. Dabei benutzt er kurze abwechslungsreiche Loops, die teilweise zu komplexen Bausteinen verschmelzen, immer wieder unterbrochen durch kurze, aber effektive Breaks. Während seiner Liveauftritte begleitet er sich auch zwischendurch in gebrochenem Deutsch und Englisch als MC. Er selbst nennt seinen Stil Elektrostepp.

## Diskografie
E.P.'s/12er:
- 1996 – Electrostep – Serotonin
- 1997 – Electrostep II – Serotonin
- 1998 – Zooted EP – Scandinavia Records
- 1999 – Bad Box – Scandinavia Records
- 2000 – Klimba E.P. – Currently Processing
- 2000 – Slightly Irregular (CD) Scandinavia Records 2000
- 2002 – Shot At Dawn E.P. – Scandinavia Records
- 2003 – Kleingeld E.P. (2 Versionen) – Null Records
- 2003 – Sloppy Stomp (2 Versionen) – Neue Heimat
- 2003 – Somewhere In The East EP – Mental.Ind.Records
- 2004 – Punch Bag – Leitmotiv
- 2005 – Destroyaz – Input-Output Inc.
- 2006 – Born EP – Tresor
- 2006 – Who Stole Bill´s Jacket E.P. – Feinwerk
- 2007 – Hearing Voices EP. – Null Records
- 2009 – Cells Regenerate / Hearing Voices Remixes – Null Records
- 2011 – HH3 – Killekill

Als Audible:
- 2002 – Low Lifestyle (D.C. Recordings)
- 2003 – Audible + Carpetface – The Baboo Shampoo EP (Newbias)

Als Produzent:
- 1997 – Hoodwink – More Millionaires (Mute Records)
- 2005 – Neil Landstrumm aka Tokyo The Tokyo Assassin – Life Of Grime E.P. (Scandinavia)

Compilations:
- 1997 – Loops Again (Serotonin)
- 1997 – Serotonin’s Revenge (Serotonin)
- 2001 – V/A Part.one/bored EP (Mental.Ind.Records)
- 2002 – The State Of E:Motion Vol.10 (E:Motion)
- 2002 – Electroclash: Massive 19 Track Mix From Miss Kittin (Muzik Magazine)
- 2003 – # 1 (Ten Inches Older)
- 2004–2025th Hour Party People (Input-Output Inc.) 2004
- 2004 – Aeox – Richandfamous (Null Records)
- 2004 – Tresor Compilation Vol. 12: Illumination (Tresor)
- 2005 – Tresor Compilation Vol. 13: It’s Not Over (Tresor)
- 2005 – Tobias schmidt – Monkey Tennis (Input-Output Inc.)
- 2005 – Jamie Lidell – Multiply (Warp Records)
- 2005 – We Come From Da East EP V1.0 (Miditonal)
- 2006 – Various – Threat: Music That Inspired The Movie (Halo 8)
- 2006 – Esso-Connexion Compilation (Esso-Connexion Records)
- 2007 – 11111001111 (Input-Output Inc.)
- 2008 – Jamie Lidell – Jim (Warp Records)
- 2008 – Mark Hawkins – The Doomsday Clock (Crime)
- 2009 – Kevin Blechdom – Gentlemania (Sonig)